# Gagrella moluccana
Gagrella moluccana is een hooiwagen uit de familie Sclerosomatidae.